# Зайфман, Даниэль
Да́ниэль За́йфман (ивр. דניאל זייפמן‎; род. 7 июня 1959) — израильский физик, специалист в области физики атомов и молекул.

## Биография
Родился в Бельгии в 1959 году.. Родители, уроженцы Бельгии, происходят из семей польских евреев, чудом уцелели во время Холокоста. В 1979 году эмигрировал в Израиль, где встретил свою жену Joëlle Hayoun. В 1983 году получил высшее образование в Технионе, Хайфа, там же получил степень PhD в 1989 году по специальности атомная физика. На позиции постдока работал в Аргоннской национальной лаборатории, штат Иллинойс, США, в 1989-91 годах.
В 1991 году вернулся в Израиль научным сотрудником в Институт Вейцмана, Реховот. В 1997 году получил позицию ассоциированного профессора, с дальнейшим повышением до профессора в 2003 году. С 2006 по 2019 годы занимал пост президента Института Вейцмана. С 2020 года возглавляет учёный совет Израильского научного фонда .

## Научная деятельность
Основные достижения связаны с экспериментами в области физики ионизированных атомов и молекул. Зайфманом был предложен новый тип ионных ловушек, в которых относительно быстрые ионизированные атомы или молекулы, в том числе очень тяжёлые органические, в течение длительного времени осциллируют между электростатическими зеркалами. Это позволяет позволяет прецизионно изучать ионы, измерять их массы, как во времяпролётном масс-спектрометре, сечения рекомбинации, время релаксации возбуждённых состояний.
Также Даниэль Зайфман участвовал в создании и последующих экспериментах на криогенном электростатическом накопительном кольце CSR, в Институте Макса Планка, Гейдельберг.
Руководит лабораторией в институте Вейцмана.
Обладает рядом патентов:
- A Device for Three dimensional Imaging
- A new method for Mass Spectrometry